# 바비 릭스

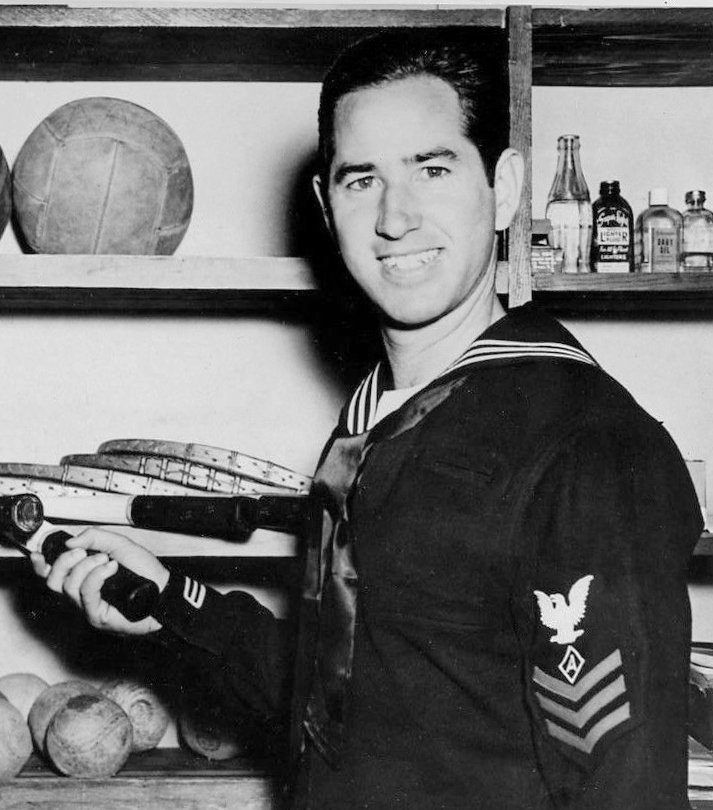
바비 릭스

로버트 래리모어 릭스(Robert Larimore Riggs)는 미국의 테니스 선수이다. 본명보다 바비 릭스(Bobby Riggs)로 잘 알려져있다. 릭스는 1973년 빌리 진 킹와의 성 대결(Battle of the Sexes) 이벤트 경기에서 패배하였다.

## 같이 보기
- 빌리 진 킹: 세기의 대결